# زیگوساچارومیکس فلورنتینوس
زیگوساچارومیکس فلورنتینوس (نام علمی: Zygosaccharomyces florentinus) نام یک گونه از subdivision قارچ‌های قندی است.